# The Simpsons (23.ª temporada)
A vigésima terceira temporada de The Simpsons começou a ser transmitida nos Estados Unidos pela Fox em 25 de setembro de 2011 e durou até 20 de maio de 2012. Esta temporada incluiu o episódio número 500, lançado em 19 de fevereiro de 2012.

## Episódios
| #      | Título                                                                                        | Dirigido por      | Escrito por                        | Estreia                 | Código de produção | Audiência nos EUA (em milhões) |
| ------ | --------------------------------------------------------------------------------------------- | ----------------- | ---------------------------------- | ----------------------- | ------------------ | ------------------------------ |
| 487–1  | "The Falcon and the D'ohman" "O Falcão e o Trapalhão"                                         | Matthew Nastuk    | Justin Hurwitz                     | 25 de setembro de 2011  | NABF16             | 8.08                           |
| 488–2  | "Bart Stops to Smell the Roosevelts" "Meu Adorável Roosevelt"                                 | Steven Dean Moore | Tim Long                           | 2 de outubro de 2011    | NABF17             | 6.19                           |
| 489–3  | "Treehouse of Horror XXII" "A Casa da Árvore do Horror XXII"                                  | Matthew Faughnan  | Carolyn Omine                      | 30 de outubro de 2011   | NABF19             | 8.10                           |
| 490–4  | "Replaceable You" "Os Substitutos"                                                            | Mark Kirkland     | Stephanie Gillis                   | 6 de novembro de 2011   | NABF21             | 8.00                           |
| 491–5  | "The Food Wife" "A Esposa Gourmet"                                                            | Timothy Bailey    | Matt Selman                        | 13 de novembro de 2011  | NABF20             | 7.50                           |
| 492–6  | "The Book Job" "A Farsa do Livro"                                                             | Bob Anderson      | Dan Vebber                         | 20 de novembro de 2011  | NABF22             | 5.77                           |
| 493–7  | "The Man in the Blue Flannel Pants" "O Homem da Calça de Flanela Azul"                        | Steven Dean Moore | Jeff Westbrook                     | 27 de novembro de 2011  | PABF01             | 5.61                           |
| 494–8  | "The Ten-Per-Cent Solution" "Uma Solução Dez Por Cento"                                       | Michael Polcino   | Dan Castellaneta Deb Lacusta       | 4 de dezembro de 2011   | PABF02             | 9.00                           |
| 495–9  | "Holidays of Future Passed" "Fim de Ano do Futuro Passado"                                    | Rob Oliver        | J. Stewart Burns                   | 11 de dezembro de 2011  | NABF18             | 6.43                           |
| 496–10 | "Politically Inept, with Homer Simpson" "Politicamente Incapaz, com Homer Simpson"            | Mark Kirkland     | John Frink                         | 8 de janeiro de 2011    | PABF03             | 5.07                           |
| 497–11 | "The D'oh-cial Network" "A Rede D'oh-cial"                                                    | Chris Clements    | J. Stewart Burns                   | 15 de janeiro de 2012   | PABF04             | 15.70                          |
| 498–12 | "Moe Goes from Rags to Riches" "Do Luxo ao Lixo"                                              | Bob Anderson      | Tim Long                           | 29 de janeiro de 2012   | PABF05             | 5.01                           |
| 499–13 | "The Daughter Also Rises" "A Filha Também se Levanta"                                         | Chuck Sheetz      | Rob LaZebnik                       | 12 de fevereiro de 2012 | PABF06             | ASA                            |
| 500–14 | "At Long Last Leave" "Ausência Prolongada"                                                    | Matthew Nastuk    | Michael Price                      | 19 de fevereiro de 2012 | PABF07             | 5.77                           |
| 501–15 | "Exit Through the Kwik-E-Mart" "Saída Pelo Kwik-E-Mart"                                       | Steven Dean Moore | Marc Wilmore                       | 4 de Março de 2012      | PABF09             | 5.09                           |
| 502–16 | "How I Wet Your Mother" "Como Encontrei sua Mãe"                                              | Lance Kramer      | Billy Kimball & Ian Maxtone-Graham | 11 de Março de 2012     | PABF08             | 4.97                           |
| 503–17 | "Them, Robot" "Eles, Robôs"                                                                   | Michael Polcino   | Michael Price                      | 18 de Março de 2012     | PABF10             | 5.25                           |
| 504–18 | "Beware My Cheating Bart" "Cuidado Com o Bart Traidor"                                        | Mark Kirkland     | Ben Joseph                         | 15 de Abril de 2012     | PABF11             | 4.86                           |
| 505–19 | "A Totally Fun Thing That Bart Will Never Do Again" "A Diversão que Bart Jamais Fará de Novo" | Chris Clements    | Matt Warburton                     | 29 de Abril de 2012     | PABF12             | 5.00                           |
| 506–20 | "The Spy Who Learned Me" "O Espião que me Ensinou"                                            | Bob Anderson      | Marc Wilmore                       | 6 de Maio de 2012       | PABF13             | 4.84                           |
| 507–21 | "Ned 'N Edna's Blend" "O Evento Secreto de Ned e Edna"                                        | Chuck Sheetz      | Jeff Westbrook                     | 13 de Maio de 2012      | PABF15             | 4.07                           |
| 508–22 | "Lisa Goes Gaga" "Lisa Toca Gaga"                                                             | Matthew Schofield | Tim Long                           | 20 de Maio de 2012      | PABF14             | 4.82                           |